# Éleuthère Irénée du Pont
Éleuthère Irénée du Pont de Nemours (amerikanskt uttal: [djuːˈpɒnt], [ˈdjuːpɒnt]; franska: [dypɔ̃]), född 24 juni 1771 i Paris, Frankrike, död 31 oktober 1834 i Philadelphia, Pennsylvania, USA, var en fransk-amerikansk kemist och industrialist, grundare av kemitillverkaren E. I. du Pont de Nemours and Company. Hans ättlingar, släkten du Pont, är en av USA:s rikaste och mest prominenta industrialistsläkter sen 1800-talet, med många generationer av inflytelserika affärsmän, politiker och filantroper.

## Biografi

### Uppväxt och familj
Han tillhörde en hugenottsläkt och var son till den franske nationalekonomen Pierre Samuel du Pont (1739–1817) och dennes hustru Nicole-Charlotte Marie-Louise le Dée de Rencourt. Fadern hade adlats du Pont de Nemours av Ludvig XVI av Frankrike 1784. E.I. du Pont växte upp på faderns gods Bois des Fossés, nära Égreville, och visade stor entusiasm för sina studier, särskilt inom kemi. Han gifte sig 1791 med Sophie Dalmas (1775–1828) och fick sammanlagt åtta barn med henne.
Du Pont emigrerade före sin hustru och barnen till USA och landsteg 1 januari 1800 i Newport, Rhode Island, tillsammans med sin far Pierre Samuel och sin bror, diplomaten och affärsmannen Victor Marie du Pont. Årsdagen av landstigningen högtidlighålls fortfarande inom släkten. 1802 hade han etablerat familjens framtida hem i Eleutherian Mills, vid floden Brandywine Creek norr om Wilmington, Delaware. 1803 blev han amerikansk medborgare.

### I Frankrike

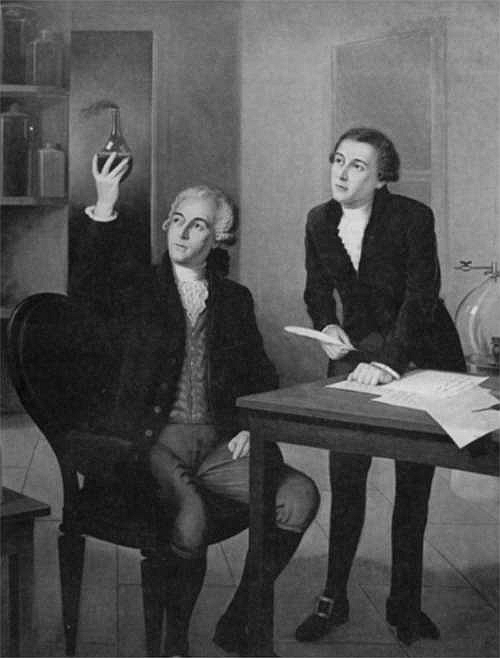
Du Pont (höger) som student till Antoine Lavoisier.

Hösten 1785 skrevs du Pont in vid Collège Royal i Paris. Två år senare blev han antagen av sin fars vän, kemisten Antoine Lavoisier, som student knuten till Régie des poudres, den statliga krutmanufakturen. Det var som student till Lavoisier som han tillägnade sig sin expertis inom nitratutvinning, tillverkning och "avancerad sprängämnesproduktionsteknik".
Efter en kortare lärlingstid anställdes han av den statliga krutfabriken i Corbeil-Essonnes men slutade efter att Lavoisier lämnat fabriken. Trots sin försiktiga framtoning som forskare, hade han också ett starkt patos för samhällsfrågor. Han började istället arbeta vid faderns förlag i Paris, där de publicerade en republikansk tidning, Le Républicain universal, till stöd för den politiska reformrörelsen i Frankrike. Han erhöll också 1792 uppdraget att trycka assignaterna från Pierre Didot och Nationalförsamlingen. Han var medlem av det prorevolutionära Nationalgardet och stödde Jakobinerna. Den 20 augusti 1792 var dock både du Pont och hans far medhjälpare till att skydda kungaparet vid Ludvig XVI:s och drottning Marie Antoinettes flykt under stormningen av Tuilerierna. Hans far provocerade revolutionärerna genom att vägra stödja avrättningen av Ludvig XVI, och far och son du Ponts moderata politiska hållning kom att bli en belastning i det revolutionära Frankrike. Efter Thermidorkrisen 1794 arbetade han med advokaten och journalisten Étienne Mejan på Journal L'Historien.
Lavoisier avrättades 1794, samma år som fadern fängslades och undvek avrättning enbart genom skräckväldets slut. I september 1797 hölls du Pont och hans far fängslade en natt i La Force-fängelset i Paris medan deras hem och tryckeri husrannsakades. Dessa händelser ledde fadern till att förlora hoppet om den politiska situationen i Frankrike och istället börja planera för att emigrera till USA för att där skapa ett nytt modellsamhälle tillsammans med andra franska emigranter. När Napoleon Bonaparte kom till makten tillhörde far och son du Pont den politiska oppositionen och gavs valet mellan fängelse och exil. Den 2 oktober 1799 sålde familjen förlaget och avreste mot USA. De nådde Rhode Island 1 januari 1800 och bosatte sig till en början vid Bergen Point i nuvarande Bayonne, New Jersey.
De öppnade ett kontor i New York för att besluta en strategi för släktens framtida affärsverksamhet i det nya landet, men ironiskt nog kom den milde och introverte Éleuthère Irénée inte att inkluderas i större delen av planeringen. Han kom dock snart att inse att hans bakgrund som kemist och lärling till Lavoisier skulle öppna affärsmöjligheter i Amerika.

### E.I. du Pont de Nemours and Company
Du Pont hade inte till en början planerat att åter blir kruttillverkare vid ankomsten till USA, men hans expertis inom kemi och kruttillverkning var i hög efterfrågan under en period då kvalitén på det amerikansktillverkade krutet var mycket dålig. Enligt en tradition ska han ha bestämt sig för att gå in i krutbranschen under en jaktutflykt med major Louis du Tousard, en fransk artilleriofficer i USA:s armés tjänst som ansvarade för krutförsörjningen. Du Ponts vapen klickade när han försökte skjuta en fågel, vilket ska ha fått honom att reflektera över sina erfarenheter som kruttillverkarlärling. Du Pont kommenterade den dåliga kvalitén på det amerikanska krutet de använde, trots det höga priset.
Tousard arrangerade på du Ponts önskan ett besök i en amerikansk krutfabrik, och du Pont kunde snart dra slutsatsen att man visserligen använde tillräckligt bra salpeter, men att den amerikanska raffineringsprocessen var dålig och ineffektiv jämförd med de modernare metoderna han lärt sig i Frankrike. Han insåg därmed att han kunde använda sin erfarenhet till att revolutionera den amerikanska industristandarden och producera högkvalitativt krut. Med faderns välsignelse sökte han finansiering för att uppföra de första krutfabrikerna och återvände 1801 till Frankrike för att söka nödvändiga finansiärer och utrustning. 
Företaget grundades 21 april 1801 under namnet E.I. du Pont de Nemours & Company under erkännande av E.I. du Ponts avgörande kunskaper. Det nominella börsvärdet vid introduktionen var 36 000 dollar med 18 andelar om 2 000 dollar. Han köpte en tomt vid Brandywine Creek i Delaware för 6 740 dollar, där det redan fanns ett antal mindre byggnader och en damm med grunden till ett bomullsspinneri som förstörts i en brand. Produktionen inleddes i april 1804.

### Död och eftermäle

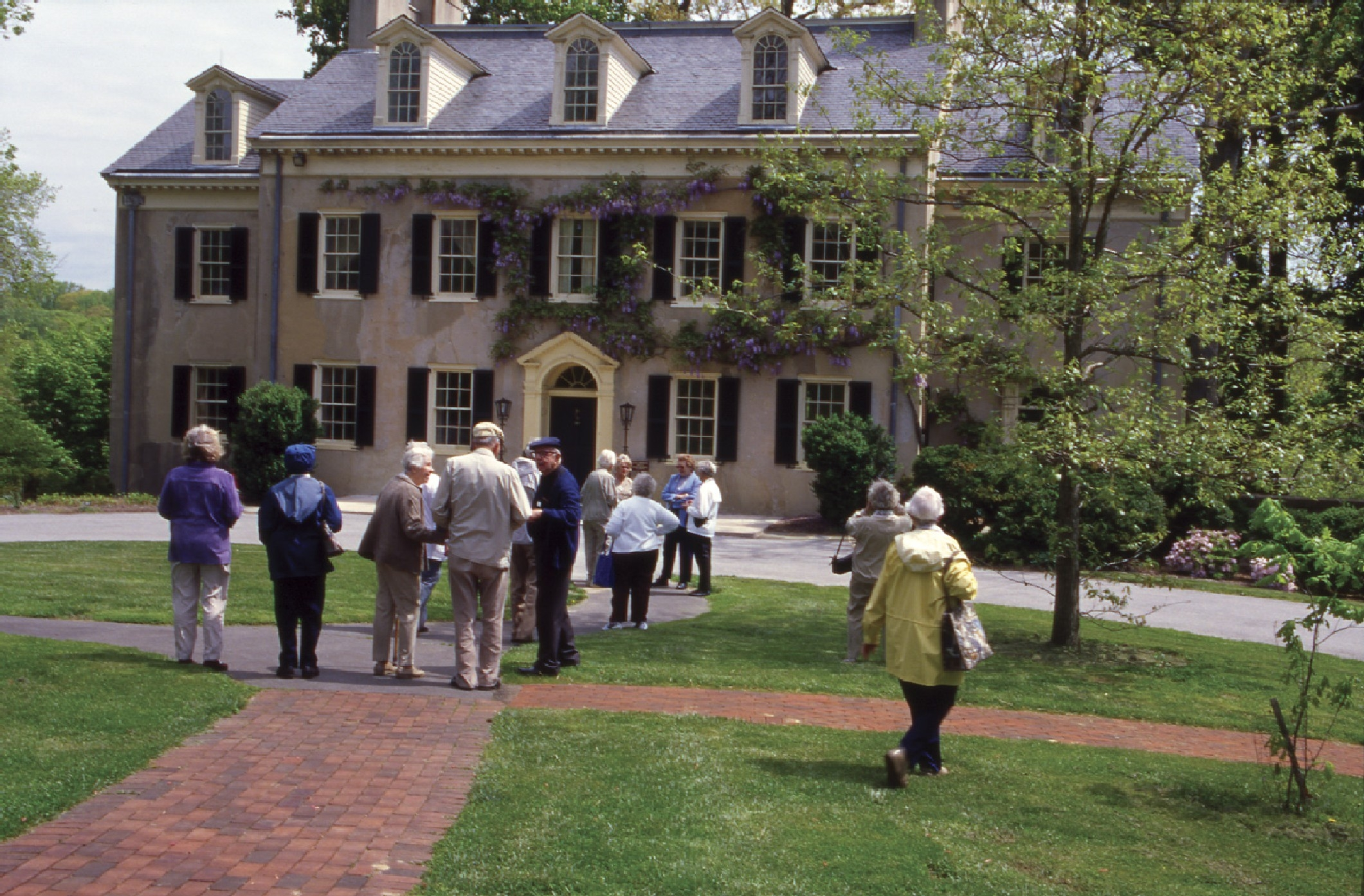
Familjens bostad Hagley utanför Wilmington, Delaware, är idag museum.

Du Pont avled i Philadelphia 31 oktober 1834. Dödsorsaken är inte definitivt fastställd och anges i olika källor som kolera eller hjärtattack. Han begravdes på släktens begravningsplats, Du Pont de Nemours Cemetery utanför Wilmington.
Företaget som han grundade kom att bli ett av USA:s största och mest framgångsrika företag. I mitten av 1800-talet var det USA:s största leverantör av krut till militären, och tillverkade 40 procent av det krut som användes av Nordstatsarméns styrkor under Amerikanska inbördeskriget. Hans söner, Alfred V. du Pont (1798–1856) och Henry du Pont (1812–1889), drev företaget efter hans död med assistans av svärsonen Antoine Bidermann. Alfreds son Lammot du Pont I (1831–1884) blev förste ordförande i Gunpowder Trade Association, den så kallade "kruttrusten", och Henrys son, Henry A. du Pont, blev nordstatsofficer och senator i USA:s kongress.
Den historiska krutfabriken Eleutherian Mills och familjens herrgård Hagley utanför Wilmington är idag museer tillgängliga för allmänheten.